# Иеремия (Алёхин)
Схиархимандри́т Иереми́я (в миру Я́ков Фили́ппович Алёхин; 9 (22) октября 1915, хутор Новорусский, область Войска Донского, Российская империя — 4 августа 2016, Афон, Греция) — священнослужитель Константинопольской православной церкви, схиархимандрит; игумен (настоятель) Пантелеимонова монастыря (1979—2016) на Афоне.

## Биография
Родился 9 (22) октября 1915 года на хуторе Новорусском, в области Войска Донского, в семье крестьян Филиппа и Татьяны Алёхиных. Кроме Якова, в семье было ещё трое старших сыновей — Иван, Василий и Тихон. При раскулачивании семья подверглась репрессиям и была выслана в Сибирь, где все его родные скончались. Вернувшись на Украину со статусом сына «врага народа», он с 1935 по 1941 годы работал на металлургическом заводе имени Ильича в Мариуполе. За отказ от вступления в компартию и исповедание православной веры он снова подвергся угрозе преследований и ареста.
В 1941 году во время немецкой оккупации Мариуполя был интернирован на принудительные работы в Германию, а в 1945 году репатриирован на родину. С 1945 по 1952 года работал рабочим на хлебозаводе № 2 в Луганске.

### Церковное служение
В 1952 году поступил в Одесскую духовную семинарию, В 1956 году принят в братию Успенского мужского монастыря в городе Одессе.
17 января 1957 года был пострижен в монашество с именем Иеремия и 25 января рукоположён в сан иеродиакона. 27 января 1958 года был хиротонисан во иеромонаха, а уже в 1960 году по совету Кукши Одесского подал прошение о поступлении в братию Пантелеимонова монастыря на Афоне.

### На Афоне
После четырнадцати лет ожидания разрешения для въезда на Афон, 26 августа 1974 года в письме за № 432 патриарх Константинопольский Димитрий в ответ на специальное послание патриарха Пимена (Извекова) сообщил, что из шести заявленных только двоим монашествующим из СССР дано разрешение для поселения на Святой Горе. Ввиду болезни одного из иноков, 2 мая 1975 года в составе специальной делегации от Русской православной церкви, направлявшейся на Афон для участия в пасхальных богослужениях, лишь архимандрит Иеремия смог прибыть в Пантелеимонов монастырь. В 1975 году был удостоен сана архимандрита, а 10 апреля 1976 года был избран братией общим духовником монастыря.
В декабре 1978 года был избран наместником обители, а 5 июня 1979 года патриарх Константинопольский Димитрий I утвердил его избрание братией настоятелем (игуменом) Пантелеимонова монастыря на Святой горе Афон. Торжественная интронизация состоялась 9 июня 1979 года.
В 2006 году, по афонской традиции, принял постриг в великую схиму.
17 октября 2013 года Патриарх Константинопольский Варфоломей, во время посещения Пантелеимонова монастыря, наградил его правом ношения Патриаршего наперсного креста.
Скончался 4 августа 2016 года в 14 часов дня по афинскому времени вскоре по принятии Святых Таин. Отпевание 5 августа по окончании заупокойной Божественной литургии совершил архиепископ Сергиево-Посадский Феогност (Гузиков).

## Награды

### Светские
- Орден Александра Невского (28 июля 2015 года, Россия) — за большой вклад в укрепление дружбы и сотрудничества с Российской Федерацией, развитие торгово-экономических связей, сохранение и популяризацию русского языка и культуры за рубежом[12]
- Орден Почёта (11 августа 2000 года, Россия) — за большой вклад в развитие духовных и культурных связей зарубежной общественности с Россией[13][14]
- Орден Дружбы (3 сентября 2005 года, Россия) — за большой вклад в сохранение и развитие духовных и культурных традиций, укрепление дружбы между народами[15][16][17]

### Церковные
- Орден святого равноапостольного великого князя Владимира III степени (1968 год, РПЦ)[18][19]
- Орден преподобного Серафима Саровского I степени (2005 год, РПЦ) — во внимание к усердному служению и в связи с 90-летием со дня рождения[20]
- патриарший крест (патриарх Варфоломей) (17 октября 2013 года)[21]
- орден Андрея Первозванного УПЦ МП (2014 год)[22]
- Орден святого равноапостольного князя Владимира I степени (2015 год, РПЦ) — во внимание к трудам и в связи с отмечаемой знаменательной датой[23]
- Орден преподобных Антония и Феодосия Печерских I степени (2015 год, УПЦ МП)[24]
- Серебряная медаль первоверховного апостола Петра I степени (2015 год, Санкт-Петербургская митрополия РПЦ МП)[25]

### Общественные
- Императорский Орден Святой Анны I степени (22 октября 2015 года, Российский императорский дом)[26]
- Императорская медаль «В память 400-летия Дома Романовых. 1613—2013» (23 апреля 2015 года, Российский императорский дом)[27]